# Què volen aquesta gent?
Què volen aquesta gent? (Katalanisch für ‚Was wollen diese Leute?‘) ist ein Lied, mit dem Maria del Mar Bonet 1968 bekannt wurde. Sie komponierte die politische Ballade über den Tod eines gegen den Franquismus engagierten Studenten in Zusammenarbeit mit dem Liedermacher Lluís Serrahima, der den Text schrieb. Das Lied ist inspiriert von katalanischen Volksliedern und gehört zur dortigen Nova Cançó der 1960er und 1970er Jahre.

## Inhalt und Vorlage
Es wird eine Situation geschildert, in der die Polizei frühmorgens einen – nicht näher benannten – Studenten in der Wohnung seiner Eltern verhaften will, weil er sich politisch gegen das Regime Francisco Francos engagiert hat. Der Student springt vor den Augen seiner nichtsahnenden Mutter und der Staatsmacht aus dem Fenster in den Tod.
Damit wurde künstlerisch ein Fall verarbeitet, der sich am 30. Januar 1967 tatsächlich ereignet hatte. Der 23-jährige Student der Sozialwissenschaften Rafael Guijarro Moreno war in Madrid im Umfeld der maoistischen Gruppe Seguro de Enfermedad aktiv. Offenbar hatte er gesagt, lieber Suizid begehen zu wollen als ins Gefängnis zu gehen, und als die Polizei ihn am 30. Januar 1967 in seiner Wohnung festnehmen wollte, sprang er in Anwesenheit seiner Mutter aus dem sechsten Stock und starb. Unter dem Titel De madrugada („Bei Tagesanbruch“) widmeten die regimekritischen Cuadernos para el diálogo im Februar und April 1967 diesem Fall den Leitartikel.

## Veröffentlichung und Zensur
Nachdem das Lied bei einem Konzert in Barcelona (in der Bar Cova del Drac) gespielt worden war, verbot die staatliche Zensurbehörde die weitere Aufführung oder das Spielen im Radio, was – teilweise erfolgreich – zu umgehen versucht wurde, indem das Lied unter den Titeln A trenc d’alba („Im Morgengrauen“) oder De matinada („Bei Tagesanbruch“) verbreitet wurde. Maria del Mar Bonet berichtet, dass sie das Lied mehrere Jahre lang nicht habe singen dürfen, selbst aber kein Auftrittsverbot hatte. Das Lied machte die Sängerin bekannt; sie sang es gemeinsam unter anderem mit der chilenischen Band Quilapayún und dem Valencianer Borja Penalba.

## Politischer Hintergrund und Wirkung
Das Thema des Liedes griff die Grundstimmung der Unsicherheit und Angst innerhalb der Oppositionsbewegung gegen das Franco-Regime auf, in der ständig mit der Verhaftung zu rechnen war, insbesondere in der Dunkelheit, was der Liedermacher Raimon immer wieder thematisierte. So sang er 1969 in seinem Lied Quan creus que ja s’acaba, torna a començar („Wenn du glaubst, dass es schon vorbei ist, fängt es wieder an“) folgendermaßen: „Vielleicht bleibt der Aufzug, der immer vorbeifährt, eines Nachts vor deiner Wohnung stehen, und du und ich werden öffnen müssen, und du und ich, machtlos im Angesicht der Nacht, werden öffnen müssen.“
Zusammen mit anderen frühen Liedern der Nova Cançó wie Raimons Al vent oder Lluís Llachs L’Estaca wurde Què volen aquesta gent? zu einem Zeugnis dieser Oppositionsbewegung und der Hoffnung auf eine freiere Zukunft, die bis dahin aus dem öffentlichen Diskurs ausgeschlossen waren. Trotz der Zensurversuche wurde das Lied auf Partys, bei Kundgebungen und in Widerstandsgruppen, vor allem in studentischen und bürgerlich-intellektuellen Kreisen, gehört und gesungen und so zu einer „Anti-Franco-“ und „Bürgerhymne“.
Wenige Wochen nach der Veröffentlichung des Liedes starb am 20. Januar 1969 ein weiterer Madrider Student unter ungeklärten Umständen. Enrique Ruano, der am 17. Januar 1969 wegen seiner Beteiligung an der linksradikalen Frente de Liberación Popular verhaftet worden war, stürzte sich nach dem amtlichen Bericht im Innenhof des Vernehmungsgebäudes aus dem siebten Stock und umgeben von drei Beamten der politischen Polizei in den Suizid. Die Familie und weite Teile der Öffentlichkeit bezweifelten diese Version und nahmen an, dass Ruano zum Sprung gezwungen oder hinuntergestoßen wurde, um Spuren von Folter zu vertuschen. Die beteiligten Polizeibeamten wurden vor Gericht jedoch freigesprochen. Der Fall wird immer wieder als Vorlage des Liedes zitiert, was schon zeitlich nicht möglich ist, da das Lied dem Tod Ruanos vorausging. Jedoch zeigte der Fall, der in der Öffentlichkeit ein großes Echo fand, dass das Thema des Liedes aktuell war, und wurde in der öffentlichen Wahrnehmung mit dem Lied assoziiert – da es über einen namenlosen Unbekannten handelte, war es leicht universalisierbar. So hatte der Tod Ruanos einen Einfluss darauf, dass das Lied sich schnell und weit verbreitete, insbesondere bei denjenigen, die seit der zweiten Hälfte der 1960er Jahre für eine Änderung der politischen Verhältnisse eintraten.

## Musikalische Vorbilder und Rezeption
Musikalisch orientiert sich das Lied an traditionellen katalanischen, balladenartigen Volksliedern („Romanç“) wie La dama d’Aragó oder La presó de Lleida. Das „ergreifende“ und „mythische“ Lied wird getragen von seiner „herzzerreißenden Dramatik“ und vom „militanten“, eindringlichen Liedvortrag der Sängerin, der von „dramatischer Sensibilität“ zeugt. Ein weiteres mögliches Vorbild ist das 1963 entstandene Lied Qué dirá el Santo Padre? („Was wird der Heilige Vater sagen?“), in dem Violeta Parra die politisch motivierte Hinrichtung des spanischen Kommunisten Julián Grimau angeklagt hatte.
Viele weitere Sänger haben das Lied aufgenommen, unter anderen Joan Manuel Serrat auf Katalanisch auf seinem Album Banda sonara d’un temps, d’un país von 1996, Elisa Serna auf Spanisch unter dem Titel ¿Esta gente qué querrá? auf ihrem in Paris 1972 veröffentlichten Album Quejido (als das Album 1975 in Spanien veröffentlicht wurde, fiel dieses Lied wiederum der Zensur zum Opfer) und Edyta Geppert auf Polnisch unter dem Titel Czegóż chcą ludzie ci.